# Takahe południowy
Takahe południowy (w jęz. maoryskim: takahe) (Porphyrio hochstetteri) – gatunek nielotnego ptaka z rodziny chruścieli (Rallidae), zamieszkujący endemicznie Park Narodowy Fiordland na Wyspie Południowej w Nowej Zelandii. Gatunek skrajnie zagrożony wyginięciem – w 2006 roku żyło 313 osobników.
Naukową nazwę takahe nadano na cześć austriackiego geologa Ferdinanda von Hochstettera.

## Morfologia
Takahe jest największym przedstawicielem rodziny chruścielowatych (Rallidae); długość ciała – 52–63 cm; masa ciała – 2,3 – 2,7 kg. Jest to krępy ptak, ze zredukowanymi skrzydłami, silnymi nogami i masywnym dziobem. Dorosłe ptaki są zwykle purpurowo-niebieskie, z zielonkawym tułowiem i skrzydłami. Czerwono-różowy dziób i różowe nogi. Brak wyraźnego dymorfizmu płciowego, samice są nieco mniejsze. Młode mają jasnobrązowe upierzenie.
Wyglądem najbardziej jest zbliżony do spokrewnionego z nim modrzyka (Porphyrio porphyrio), również występującego w Nowej Zelandii.

## Dzieje odkrycia gatunku
W 1849 r., w dwa lata po odnalezieniu przez Waltera Mantella na Wyspie Północnej szczątków takahe północnego, na wyspie Resolution, u południowo-zachodnich wybrzeży Wyspy Południowej, łowcy fok odkryli na śniegu ślady jakiegoś dużego ptaka. Wytropili go, zabili i zjedli. Skórę, ze względu na ładne kolorowe pióra zabrali i sprzedali. Trafiła ona do rąk Mantella, podobnie jak inna, pochodząca z osobnika upolowanego w 1850 r. przez pewnego Maorysa z wyspy Secretary. Poszukiwania podjęte przez Mantella nie przyniosły jednak rezultatów i gatunek uznano wstępnie za wymarły.
W 1879 r. na południowym krańcu jeziora Te Anau podczas polowania na króliki pies myśliwego schwytał w zaroślach i przyniósł swemu panu dużego, pięknie ubarwionego ptaka, który został rozpoznany jako takahe. Podjęte ponownie szeroko zakrojone poszukiwania doprowadziły jedynie do odnalezienia trzech niekompletnych szkieletów w kuchennych odpadkach Maorysów. Nadzieje odżyły w 1898 r., kiedy ptaka ponownie wytropił pies nad jeziorem Te Anau. W tym roku znaleziono łącznie 4 osobniki i uznano, że były to rzeczywiście ostatnie żyjące okazy. W roku 1900, około 50 lat po odkryciu gatunku, został on uznany za wymarły.
Minęło kolejne pół wieku, kiedy w kwietniu 1948 r. Geoffrey Orbell odkrył w Alpach Południowych, na wysokości ok. 900 m ponad jeziorem Te Anau, małe, nieznane dotychczas jezioro, a na jego brzegu ptasie tropy, przypominające ślady takahe. W listopadzie tegoż roku Orbell wybrał się tam ponownie, zaopatrzony w sieć i aparat fotograficzny. 20 listopada udało mu się złowić dwa ptaki, które po opisaniu i sfotografowaniu wypuścił na wolność. Kilkuosobowa wyprawa działająca później w tym terenie populację takahe oszacowała wtedy na 250–300 osobników (Heather, Robertson 1997). Jezioro nazwano – na cześć jego odkrywcy – Jeziorem Orbella, zaś dolinę, w której się znajduje – Doliną Takahe (ang. Takahe Valley). Znalezienie żywych takahe przyspieszyło objęcie znacznych terenów Alp Południowych ochroną w powołanym w 1952 r. Parku Narodowym Fiordland.

## Populacja i występowanie

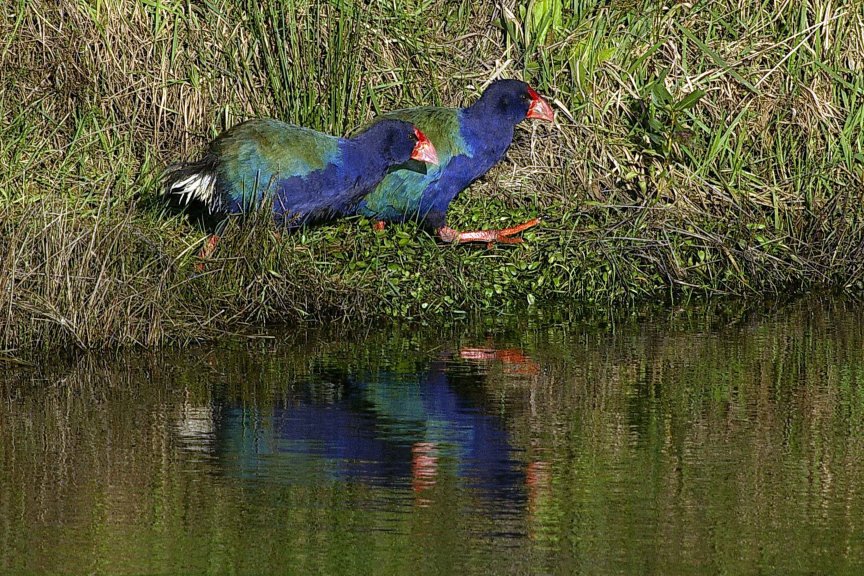
Kelly (♀) i Kina (♂) – para takahe wypuszczona w czerwcu 2006 r. w ramach projektu Maungatautari Restoration Project

Takahe pierwotnie zamieszkiwał lasy i łąki. Obecnie znajdowany na kępiastych łąkach piętra alpejskiego w Alpach Południowych (Heather, Robertson, 1997). Z odnalezionych szczątków kopalnych wynika, że takahe żył niegdyś również na Wyspie Północnej (obecnie uznawany za odrębny gatunek kopalny takahe północny), lecz w chwili rzeczywistego odkrycia występował jedynie na powierzchni około 650 km² na terenie utworzonego wkrótce (1952) Parku Narodowego Fiordland (Bunin i in., 1997). Zasięg jego występowania drastycznie się skurczył w ciągu kilku zaledwie pokoleń, co jest główną przyczyną największego problemu – chowu wsobnego. Zwiększenie liczebności populacji utrudnia dodatkowo niska płodność żyjących osobników. Analiza genetyczna wykazała, że selekcjonowana hodowla pozwala zachować maksymalną bioróżnorodność.
Część populacji z Parku Narodowego Fiordland została przeniesiona z sukcesem w latach 1984–1991 na cztery przybrzeżne wyspy Nowej Zelandii, pozbawione drapieżników: Tiritiri Matangi, Kapiti, Maud i Manę, gdzie można je podziwiać na wolności, jednak tempo wzrostu populacji na tych wyspach jest niewielkie (Bunin i in., 1997). Dwie populacje trzymane są w niewoli w ośrodkach Te Anau Wildlife Centre i Mt Bruce Wildlife Centre.
W 1948 r. ogólną populację takahe szacowano na 250–300 osobników. Do 1982 r. ich liczba zmniejszyła się do 118 ptaków. W 2006 r., dzięki staraniom licznych organizacji i Ministerstwa Ochrony Nowej Zelandii było już 313 osobników, z czego 130 w Parku Narodowym Fiordland (Department of Conservation). W 2019 populacja przekroczyła liczbę 400 osobników.

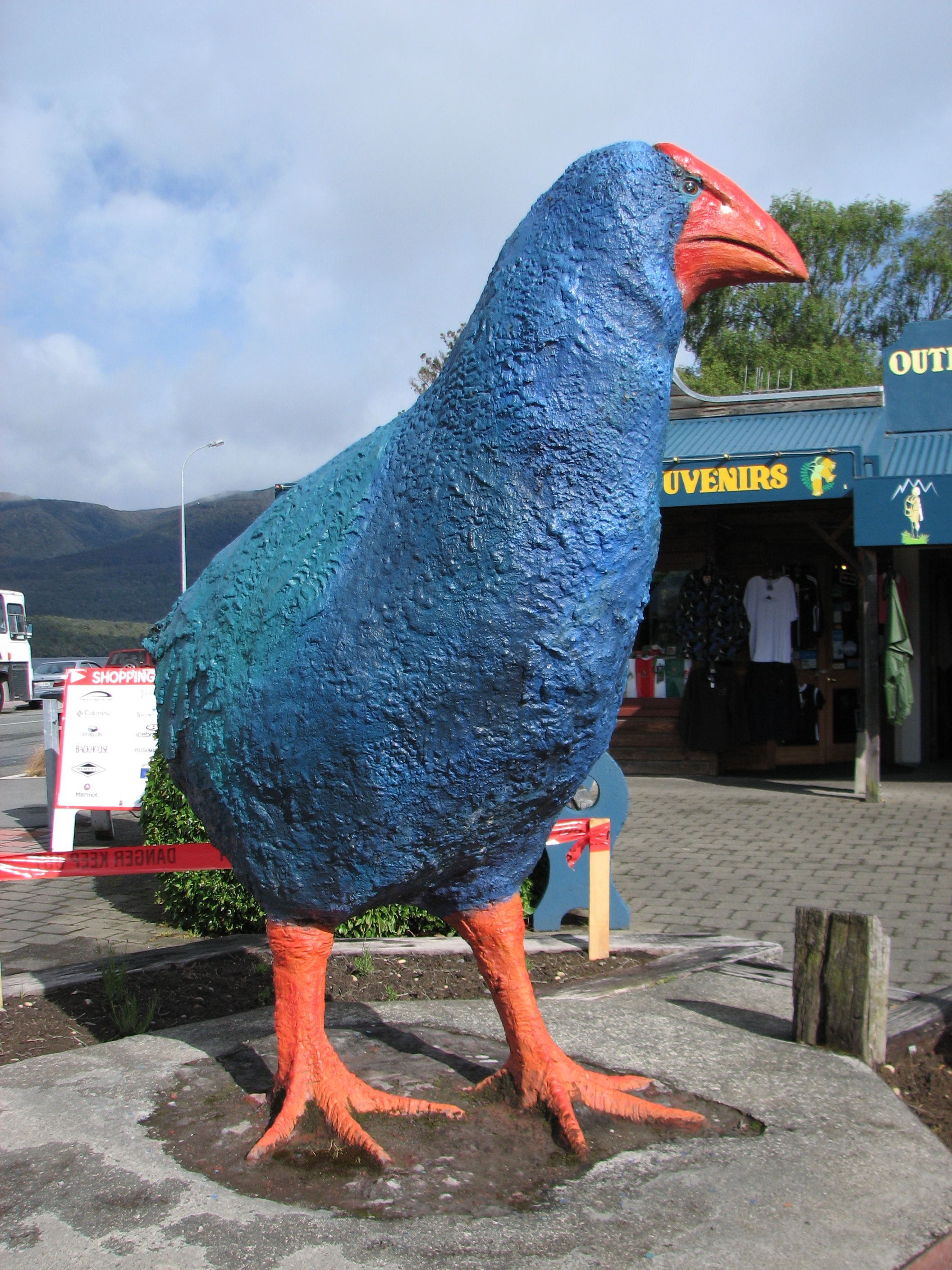
Pomnik takahe w Te Anau, Nowa Zelandia

## Dieta i zwyczaje

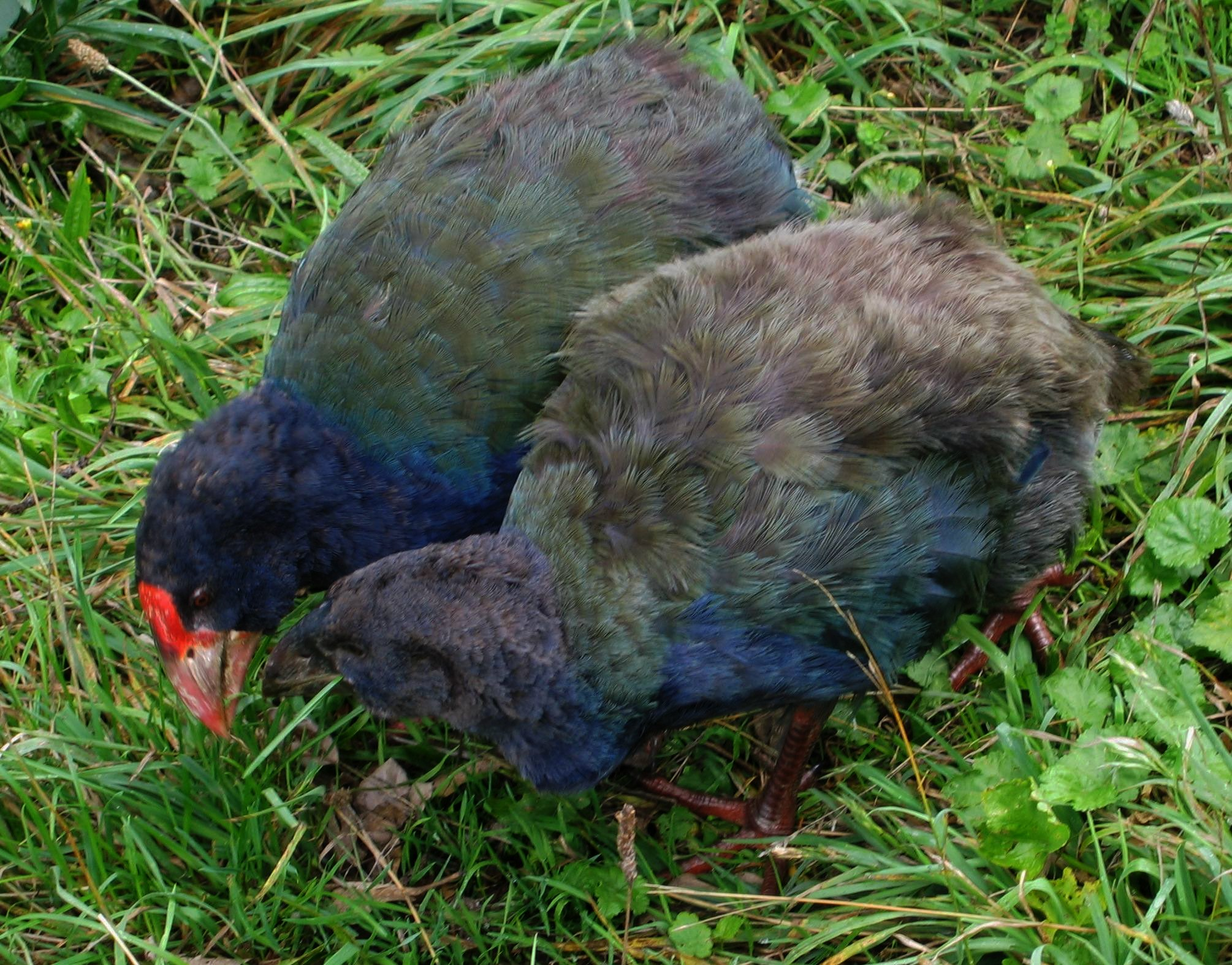
Dorosły ptak z młodym, wyspa Tiritiri Matangi, Nowa Zelandia

Takahe żywi się różnego rodzaju pokarmem roślinnym, nasionami i łodygami roślin. Pisklęta karmi owadami i innymi bezkręgowcami. Dieta zbliżona do diety modrzyka.
Łączy się w pary do końca życia. Pora lęgowa trwa od października do grudnia. Gniazduje na ziemi – gniazda masywne, budowane wśród krzewów i zarośli typu scrub z liści traw i turzyc. Składa 1–2 kremowe, pokryte brązowymi cętkami jaja, ważące po ok. 90 g każde (największe i najcięższe jaja pośród wszystkich chruścieli). Wysiaduje je przez 27–30 dni. Rodzice karmią młode do trzeciego miesiąca życia. Pisklęta osiągają dojrzałość płciową pod koniec pierwszego roku życia. Ptaki te są długowieczne, żyją (przypuszczalnie) od 14 do 20 lat (Heather, Robertson, 1997; Department of Conservation). Wskaźnik przeżywalności piskląt tego gatunku wynosi 73–97%.
Głos takahe brzmi jak ryczenie osła.

## Zagrożenia i ochrona
Takahe południowy jest oficjalnie uznawany przez Międzynarodową Unię Ochrony Przyrody (IUCN) za gatunek zagrożony wyginięciem (EN, Endangered). Już po ponownym odkryciu zauważono, że introdukowany w Nowej Zelandii jeleń szlachetny (Cervus elaphus) (który dobrze się przyjął w tamtejszych warunkach) konkuruje z takahe w walce o pożywienie (Mills, Mark, 1977), jednak od lat 60. XX wieku kontroluje się liczbę jeleni. Na zachwianie się populacji wpływ miały także późniejsze serie wyjątkowo mroźnych zim w Nowej Zelandii. Istnieje także przypuszczenie, że zagrożenie stanowi drapieżny gronostaj (Mustela erminea), sprowadzony do Nowej Zelandii w celu kontroli populacji królika (Bunin i in., 1997). Obok gronostaja zagrożeniem są też drapieżne dzikie koty, których znaczna część po sprowadzeniu założyła dzikie populacje, szczur przywleczony do Nowej Zelandii, introdukowana pałanka kuzu (Trichosurus vulpecula) oraz wszystkożerna, również zagrożona weka (Gallirallus australis) (Department of Conservation).
W ramach pomocy zagrożonemu wyginięciem takahe prowadzone są różne programy ochrony, m.in. programy ograniczania liczebności drapieżników oraz programy sztucznej hodowli takahe, jednak działania te nie przynoszą spektakularnych efektów.
Utworzone populacje na przybrzeżnych wyspach są stale monitorowane. Prowadzi się tam m.in. dokarmianie, przenoszenie wewnątrz wyspy części osobników (np. dla ograniczenia chowu wsobnego) i kontrolę stanu i liczebności jaj w gniazdach (usuwanie niezapłodnionych jaj w celu wywołania następnego lęgu) (Bunin i in., 1997). Udało się także zwiększyć przeżywalność pierwszego roku życia piskląt trzymanych w niewoli z 50–60% do 90% (Maxwell, Jamieson, 1997).
W czerwcu 2006 roku para takahe została umieszczona w największym w Nowej Zelandii projekcie przywrócenia populacji zagrożonych zwierząt – Maungatautari Restoration Project, usytuowanym na południe od jeziora Karapiro w regionie Waikato na Wyspie Północnej.
IUCN jako cel główny wyznaczyła przywrócenie samoutrzymującej się populacji liczącej ponad 500 osobników. Dalsza ochrona przewiduje również założenie drugiej stabilnej populacji na którejś z wysp głównych Nowej Zelandii, rozpowszechnienie problemu i edukacja w różnych mediach (Crouchley, 1994).

## Systematyka
Takahe i spokrewniony z nim wymarły takahe północny (Porphyrio mantelli), znany tylko z pozostałości szkieletu, były długo uważane za podgatunki P. mantelli i umieszczane w rodzaju Notornis. Różnice pomiędzy rodzajami Porphyrio a Notornis nie były na tyle wystarczające, by wydzielić osobny rodzaj Notornis (takahe włączono do Porphyrio). Jednak różnice pomiędzy formami z Wyspy Południowej i Wyspy Północnej – których wygląd zewnętrzny był podobny – uzasadniono faktem, że ich niezdolność do lotu (cecha łącząca) wyewoluowała z różnych przodków (Trewick, 1996), tym samym ustalając, że obie formy są samodzielnymi gatunkami. BirdLife International i IUCN jednoznacznie klasyfikują P. mantelli jako gatunek wymarły, a P. hochstetteri jako gatunek żyjący.
Szczątki kopalne, które posłużyły do opisania gatunku w 1883 r. (wtedy sądzono, że jest to podgatunek wymarłego takahe północnego), znaleziono w 1879 r. nad jeziorem Te Anau (Wyspa Południowa). Trafiły one do Muzeum Historii Naturalnej w Dreźnie. Później uległy zniszczeniu (Williams, 1960).